# Lullington (Derbyshire)
Lullington è un villaggio e parrocchia civile dell'Inghilterra, appartenente alla contea del Derbyshire.